# Т-72
Т-72 је совјетски основни борбени тенк који је ушао у серијску производњу 1973. Показао се као издржљив тенк са великом разорном моћи, због чега је постао уз Т-55 најраспрострањенији тенк који је развијен и произведен у Совјетском Савезу.

## Развој
Током шездесетих година двадесетог века, у Совјетском Савезу је развијано више тенкова. Најдаље се отишло са развојем на Т-64, на којем је радио Морозовски пројектантски биро. Он је произведен у малој пробној серији 1963. године. Овај тенк је донео многа унапређења у односу на породицу тенкова Т-54/55 и то у виду новог ламинираног оклопа, као и аутоматског пуњача главног топа, што је свело посаду на три члана. Међутим, та конструкција је са собом донела и више техничких проблема, међу којима је највећи био непоуздани дизел-мотор, као и мењач који је стварао доста механичких проблема.
Док су морозовски инжењери покушавали да реше проблем са мотором на Т-64, у Уралвагонзаводу су одлучили да извуку максимум из тада већ застарелог Т-55, тиме што су заменили главни топ калибра 100 мм топом од 115 мм. Тиме је добијен модел Т-62. Тај тенк није био напредан и добро оклопљен као Т-64, али је био много јефтинији, што је био довољан разлог да се произведе у много већем броју од Т-64.
За то време је доста рађено на Т-64, и 1968. је у производњу ушао модел са већим топом калибра 125 мм. Међутим, проблем са мотором није потпуно решен. Унапређени модел је назван Т-64А.
За то време, у Уралвагонзаовду се интензивно радило на модернизацији Т-62. Испитан је нови систем преноса са разним димензијама точкова, а такође се радило на аутоматском пуњачу топа са калибром од 115 и 125 мм. Ти пробни модели су били названи Објекат 166 и 167.

### Објекат 172
У августу 1967. Уралвагонзавод је обавештен да је донесена одлука да се производња у предстојећим годинама преусмери са Т-62 на Т-64А. Т-62 би се производио само у мањем обиму, и то као јефтинија варијанта у случају рата. Упркос томе, министар одбране Сергеј Зверев је био импресиониран аутоматским пуњачем на Објектима 166 и 167, и наредио је да се развој усмери у другом правцу. Предложено је да се користи труп од Т-64А, а од Објеката 166 и 167 је преузет аутоматски пуњач и унапређени дизел-мотор В 45. Овај прототип је назван Објекат 172. За његове потребе је модификована купола, која је такође преузета са Т-64А, да би могао да се смести аутоматски пуњач. Такође су за потребе овог модела коришћени већи преносни точкови него код Т-64А.
Одлука да се настави развој потпуно новог тенка је имала за резултат добијање доста јефтинијег, али технолошки инфериорнијег тенка у односу на Т-64А, а који је у том тренутку био најнапреднији тенк у Совјетској армији.

### Објекат 172М
Два прототипа су завршена до лета 1968. Током испитивања је уочено више конструкционих мана, али су резултати били обећавајући. Уралвагонзаводу је одобрена производња пробне серије од двадесет примерака. Највећи проблем је остао проблематични мењач који је преузет са Т-64А. Убрзо после испоруке пробне серије Објекта 172, примећене су мане у конструкцији. Настављен је рад на исправљању тих грешака, и резултат је био нови модел назван Објекат 172М. Производња ове верзије тенка је почела 1974. године, и била је прва која је доживела масовнију производњу. Тенк је био произвођен за потребе Совјетске армије и назван је Т-72.

## Производња
У априлу 1976. министар одбране је постао Дмитриј Устинов, који се од почетка залагао за масовнију употребу Т-64А. У то време се радило на развоју новог модела тенка, названог Т-80. Устинов је одлучио да се основа Совјетске војске ослања на тенкове Т-64А и Т-80, док би се Т-72 производио у мањем обиму, и првенствено за извоз.
У наредном периоду је извршено више модификација на тенку Т-72 тенку. Направљена је командна верзија која је имала радио и навигациони систем. Током 1978. направљен је Објекат 174, који је имао модификован оклоп на куполи. Додат је керамички слој, који је у комбинацији са алуминијумом пружао бољу заштиту куполе. Овај модел је поседовао и ноћни нишан и нову комуникациону опрему. Производња је почела 1978. под називом Т-72А.
Ова верзија није произведена у већој количини, јер је убрзо направљен Т-72 (Објекат 176) који је донео већа побољшања у односу на првобитну верзију Т-72. На том моделу је највише рађено на побољшању оклопа. Такође је унапређен систем вешања, чиме је продужен радни век точкова. Развијен је нови главни топ 2А46 калибра 125 мм, као и бацачи димних кутија. Ова верзија такође има прекидач којим се прелазило са оптичког на ласерски нишан. Производња ове верзије је почела у јуну 1979. године.
До 1980. године, Т-72А је доживео више унапређења. На куполу је додату дванаест бацача димних кутија, као и два уређаја за аутоматско гашење пожара. Америчке обавештајне службе су овај модел грешком назвале Т-80. Коначна верзија Т-72А из 1983. године је имала и додат слој антирадијационих материјала на крову, као и модификовану куполу.
Уралвагонзавод је имао задатак да унапреди Т-72 да би био конкурентан новом моделу Т-80Б, бар што се тиче оклопа и заштите тенка. У то време је Т-72 је коришћен и у Либанском рату, па су из директне борбене употребе извучени неки закључци. Предњи део куполе је био заштићен новим сендвич оклопом, што је повећало тежину тенка за три тоне. Због овога је направљен нови дизел-мотор, В-84. Овом модификацијом оклопа је добијен тенк који је имао бољу заштиту од свих врста зрна, чак и од тенка Т-80Б. Уведен је у употребу и нови ласерски нишан 1К13, који је тенку омогућавао испаљивање противтенковских ракета из главног топа. Првобитан назив овог прототипа је био Објекат 174М. Производња овог тенка је почела 1985. под називом Т-72Б и Т-72Б1. Једина разлика између ова два модела је била у томе што је само Т-72Б имао могућност коришћења противтенковских ракета.
|                          | Основне карактеристике |             |                    |                    |
| Модел                    | Т-72                   | Т-72А       | Т-72Б1             | Т72БМ              |
| Тежина (т)               | 41                     | 41.5        | 44.5               | 44.5               |
| Мотор (коњске снаге)     | 780                    | 780         | 840                | 840                |
| Досег (км)               | 500 (700)              | 500 (700)   | 500 (700)          | 420 (600)          |
| Нишан                    | ТПД2-49                | ТПД-К1      | ТПД-К1             | ТПД-К1             |
| Топ                      | Д81ТМ 125мм            | 2А46М 125мм | 2А46М 125мм        | 2А46М 125мм        |
| Количина муниције за топ | 39                     | 44          | 46                 | 45                 |
| Антитенковске ракете     | -                      | -           | 9М119 Свир (АТ 11) | 9М119 Свир (АТ 11) |

## Конструкција

### Труп
Труп Т-72 је пројектован на исти начин као код свих Совјетских тенкова. Возач се налази на средини предњег дела тенка, док се командант налази на десној страни, а нишанџија на левој. Мотор се налази у задњем делу тенка. Благи нагиб предњег дела оклопа је добро постављен и завршава се дубоким ребрастим штитником од воде и блата у облику латиничног слова "В“. Испод носа тенка се налази булдожерска кашика, која се може искористити за укопавање тенка. Као и остали Совјетски тенкови, и Т-72 има могућност коришћења опреме за постављање мина.
Возач има један отвор који се налази са његове десне стране, где се налази и штитник. Гориво се складишти уз горњи десни део трупа, а са леве стране се налазе складишне кутије. У задњем делу тенка са налази греда која служи за откопавање тенка, као и два канистера са горивом, која се могу одбацити. Вешање се састоји од шест точкова.
|        | Оклопна заштита Т-72 тенка  |                                 |                               |                                   |
| Модел  | Труп против кинетичког зрна | Труп против антитенковског зрна | Купола против кинетичког зрна | Купола против антитенковског зрна |
| Т-72   | 335                         | 450                             | 380                           | 410                               |
| Т-72М  | 335                         | 450                             | 380                           | 410                               |
| Т-72М1 | 400                         | 490                             | 380                           | 490                               |
| Т-72Б1 | 530                         | 900                             | 520                           | 950                               |

### Купола
Отвор за команданта тенка се налази на десној страни куполе. Када се отвори, он се налази испред команданта, док се иза њега налазе два штитника. Испред команданта се налази комбиновани дневно – ноћни нишан, као и инфрацрвени трагач. Са леве и десне стране у односу на нишан се налази по један штитник. На куполи се налазе две металне складишне кутије. Нишан који се користи када је командант унутар тенка се налази у левом делу куполе.
Вратанца за нишанџију отварају тако да се он налази иза њих. Ту се налази и опрема за дисање у случају да тенк пролази кроз неку дубљу воду, као и два перископа за извиђање. Испред и са леве стране нишанџије се налази панорамски дневно – ноћни нишан, који се користи у комбинацији са инфрацрвеним трагачем.

### Топ
Т-72 користи глаткоцевни топ 2А46М, калибра 125 мм. Максималан капацитет граната које се налазе у тенку је 39. Могу се користити кумулативне противтоклопне гранате, високо експлозивне распрскавајуће гранате или кинетичка противоклопна зрна. Као и код већине новијих Совјетских и Руских тенкова, из цеви се може испаљивати навођена противтенковска ракета. Прва верзија код које је уведена могућност коришћења противоклопне ракете 9М119 Свир је био модел Т-80Б.
Све до краја осамдесетих година, топ на Т-72 није могао да користи противтенковске ракете као муницију. То је била ексклузивна опција коју су до тад поседовали Т-64Б и Т-80, и то је био један од начина за одржавање ниске цене Т-72. Крајем осамдесетих је развијена нова група ласерски навођеног наоружања, што је представљало унапређење за све совјетске тенкове који су тада били у производњи. Основни елемент овог унапређења је био ласерски нишан 1К13. На Т-72 овај систем је назван 9К120 Свир. Сам пројектил је назван 9М119, и повећао је домет главног топа на пет хиљада метара. У борбеном комплету се најчешће носило између четири и шест ракета.
Као и код Т-64 и Т-80, тако и главни топ Т-72 користи аутоматски пуњач. Међутим, нису сви пуњачи исти. Конкретно, на Т-72 се користи механички, уместо хидрауличног аутопуњача који се користи на Т-64 и Т-80. Затим, док су на Т-72 покретачка пуњења аутопуњача постављена хоризонтално изнад граната, на Т-80 су она постављена вертикално у односу на гранате. Још један разлог зашто Т-72 није наследио аутопуњач са Т-64, као што је то случај са Т-80, је што је труп тенка ужи у односу на ове моделе. Аутоматски пуњач топа омогућава брзину паљбе од осам граната у минуту. Топ је стабилизован уз помоћ стабилизатора названог 2Ех28М, што му омогућава високу прецизност и приликом кретања, мада посаде углавном стану пре испаљивања гранате.
|                   | Типови муниције и карактеристике |                                               |                        |
| Тип               | Кинетичко зрно                   | Вертикално стабилизовано противтенковско зрно | Високоексплозивно зрно |
| Домет (м)         | 2100                             | 4000                                          | 9400                   |
| Брзина зрна (м/с) | 1615                             | 900                                           | 850                    |

### Остало наоружање
На турели командира тенка се монтира митраљез калибра 12,7 мм (НСВ). Он се користи за борбу против нисколетећих објеката, као што су хеликоптери, и лакше оклопљених возила. На куполи, поред главног топа, се налази спрегнути митраљез калибра 7,62 мм (ПКТ). Димна завеса може да се формира уз помоћ дванаест димних кутија, које су монтиране уз обе стране куполе.

### Реактивни оклоп
Истраживачки центар у Кубинки је радио на развоју реактивног оклопа упоредо са развитком модела Т-72. Руски реактивни оклоп је назван ЕДЗ, и разликовао се у више сегмената од Израелског оклопа Блејзер. ЕДЗ је представљао додатак оклопу састављен експлозивних пуњења. Када кумулативна противтенковска граната погоди ЕЗД, она га пробија и тиме изазива експлозију самог ЕЗД-а. Том експлозијом се покрећу две металне плоче које су део ЕЗД-а. Једна, коју директно погађа граната, се креће у смеру надолазећег пројектила, и наноси ми физичка оштећења. Друга плоча, која се налази ближе оклопу тенка, се потискује према оклопу и затим се од њега одбија у правцу самог пројектила. На овај начин ЕДЗ пружа велику заштиту од високоексплозивних антитенковских граната и пројектила.
Ова врста оклопа је први пут примећена на овим тенковима у Немачкој 1984. године, што је представљало непријатно изненађење за НАТО, који је доста улагао у развој противтенковских ракета.
Оклоп ЕДЗ је почео да се уграђује на Т-72А током 1987, а затим и на Т-72Б и Т-72Б1. Стандардан пакет оклопа ЕДЗ се састојао од 151 експлозивног пуњења. Модели Т-72 опремљени овом врстом оклопа нису имали промену у називу, као што је био случај код модела Т-64 и Т-80 којима је додавано слово В.
Крајем осамдесетих година се радило на унапређивању реактивног оклопа. Циљ је био да се умањи штета коју је експлозив из оклопа наносио самом тенку. Уз развој новог реактивног оклопа, направљен је и систем који оптичким и електронским средствима омета навођене ракете, који је назван Штора 1.

## Извоз
Т-72 је од почетка производње представљао тенк који ће заменити застареле Т-55 и Т-62 у армијама Варшавског пакта и других корисника Совјетског оружја. Верзија Т-72М и Т-72М1 су представљале извозну верзију модела Т-72А. По многим карактеристика су биле слабије од изворних Совјетских тенкова. Најчешће су коришћени оклопи за труп и куполу као на старијим моделима Т-72, што је био и случај и са нишанским системима, који су углавном били превазиђени. Такође, у највећем броју случајева, тенкови намењени за извоз нису имали заштиту од радијације.
У Ираку је склапана слабија верзија Т-72 названа Вавилонски лав. У Ирак је довожен у деловима који се се производили у Пољској и Совјетском Савезу. Ирачани су покушали да усвоје серијску производњу, у чему нису имали много успеха. Производили су 2А46М топ, који је после двадесет испаљених граната показивао проблеме приликом испаљивања. Током Заливског рата масовно је кориштен у борбама против М1 Абрамса и Чаленџера 1. Британски и Амерички тенкови су показали огромну надмоћност у односу на Ирачке Т-72.
По лиценци је произвођен у више земаља Варшавског пакта.

## Лиценцирана производња Т-72

### Пољска и Чехословачка
Лиценцу за производњу су прве узеле Пољска и Чехословачка. Први пробни примерци Т-72 су купљени 1977. а 1978. је договорена лиценцна производња. Пољско - Чехословачки Т-72 је назван Т-72М, и по карактеристикама није личио ни на један Совјетски Т-72. Коришћен је нови ласерски нишан ТПД-К1, док је оклоп на куполи био тањи, што је била карактеристика основног модела Т-72. Такође, и бочни оклоп је био исти као на старијим моделима Т-72.
Крајем осамдесетих година, за потребе својих армија, а и за клијенте из других држава, Т-72М је постепено унапређиван. Временом је достигнут стандард Т-72А, што је укључивало побољшан бочни оклоп, 17 мм дебљи сендвич оклоп на предњем делу трупа и лансере димних кутија. До средине осамдесетих, произвођен је еквивалент совјетског Т-72А, назван Т-72М1. Ова верзија је имала и унапређен оклоп на куполи, као и све друге модификације као на моделу Т-72А.
До 1991. Чехословачка је имала 897 тенка Т-72 (верзије Т-72, Т-72М и Т-72М1), а Пољска 757. Њихови Т-72 тенкови су продавани и другим чланицама Варшавског пакта, и то Источној Немачкој (549), Мађарској (138) и Бугарској (334).
Крајем осамдесетих, Пољска је купила одређен број тенкова Т-80. Започети су преговори о лиценцној производњи, али се од тога одустало. Пољска је уместо тога наставила да врши унапређења на Т-72. Развијен је систем контроле ватре „Драва“. Развијена су два модела са ознакама Ерава 1 и Ерава 2. Други модел се разликовао од првог по томе што је имао двоструки слој експлозивних пуњења која су чинила реактивни оклоп. Након тога, Пољска је кренула да врши велике промене на изворном Т-72 тенку. Направили су нову, нижу куполу, а модел су назвали PT-91.
Током осамдесетих година, Пољска и Чехословачка су извезле око 1.700 тенкова Т-72 на тржишта Индије, Сирије, Либије, Ирана и Ирака.

### Југославија
Концепт који је примењен у Пољској и Чехословачкој, примењен је и у Југославији, само са мањим изменама. Југославија је купила лиценцу за производњу 1979. а први примерци су произведени 1982. године. Серијска производња је каснила због развијања новог система контроле ватре. У нови систем контроле ватре је био укључен ДННС-2 дневно - ноћни нишан, сензор за ветар који се налазио на куполи, као и компјутеризовани систем контроле ватре. У серијску производњу је ушао 1984. године, под називом М-84.
Крајем осамдесетих година, на М-84 су монтиране куполе са напреднијег Објекта 174. Тада је унапређен и систем контроле ватре, као и мотор. Тај модел је означен као М-84А. Укупно 508 М-84 и М-84А је направљено за Југословенску армију. За потребе Кувајтске војске је произведено око двеста тенкова М-84АБ.

### Румунија
У периоду између 1984 и 1985 Румунији је одбијен захтев за лиценцну производњу Т-72. Зато су између 1987. и 1988. Румуни пројектовали тенк ТР-125, који је у основи био унапређени Т-72. Међутим, разликовао се у више елемената. Био је тежи од основног Т-72 за седам тона, и то највише због унапређеног фронталног оклопа. Битне разлике су постојале и у систему вешања. У ТР-125 је уграђиван и јачи дизел-мотор од 880 коњских снага. За разлику од Т-72, који је имао шест точкова, ТР-125 је имао седам точкова, који су били и другачије конструисани.

### Индија
Прва земља које је започела производњу Т-72 ван Европе је била Индија. Индија је 1978. почела да купује Т-72, Т-72М и Т-72М1 директно од Совјетског Савеза. Купили су око 500 примерака, а паралелно са куповином су радили на развијању сопствене производње модела Т-72М1, локално названог Аџеја.

## Верзије
1. Т-72 (Објекат 172М) - основна верзија тенка Т-72. Први модел који је произведен у већој серији. Производња је почела 1974. године.
2. Т-72А (Објекат (174) - модификован је оклоп и додан керамички слој. Из употребе је избачен стари Д81ТМ главни топ и коришћен је 2А46М. За овај модел је развијена нова нишанска и комуникациона опрема. Производња је почела 1978. године.
3. Т-72М - извозна варијанта Т-72. Слична верзија је произвођена по лиценци у Чехословачкој и Пољској. У питању је модел са оклопом преузетим са старијих Т-72 модела. У већини случајева су коришћени и старији системи за нишањење и навигацију. Производња у Чехословачкој и Пољској је почела 1978. године.
4. Т-72Б (Објекат 174М) - на куполу је монтиран нови сендвич оклоп, који је представљао велико унапређење у заштити од противтенковских граната. У употребу је уведен нови мотор В-84, као и ласерски нишан 1К13. Производња је започета 1985. године.
5. Т-72БМ (Објекат 184М) - представљен је 2006. године. Користи се нови систем контроле ватре, као и нови топ 2А46М-5. Покреће га нови мотор од хиљаду коњских снага, и заштићен је новим реактивним оклопом Реликт треће генерације.
6. Т-72МТ - Украјинска модернизација тенка[13]. Тенк је задржао стари тенковски топ тенка Т-72 2А46М-1. На тенку је изведена оптимизација борбених способности са уградњом командног система за подршку, навигацијских справа, комуникацијских сензора, систем за контролу ватре, противмера у случају угрожености тенка. Недостаје му само систем индентификације пријатељски или непријатељски тенк. Топ 2А46М-1 има замењиву цев. Тенк је добио муницију 3ВБМ17 са пенетратором 3БМ32 од осиромашеног уранијума који има брзину изласка из цеви од 1.720 м/с који под углом од 60 степени може да пробије 250мм челика на даљини од 1.000 м. Пенетратор од волфрама 3БМ42 може да пробије дебљину челика од 230 мм, или блок од седам плоча укупне дебљине 620 мм на даљини од 3.200 м. Двадесет и три килограмска кумулативна граната 3ВБК17 на даљини од 1.000 м пробије 700 мм РХА челика. Муниција 3ВОФ36 је рушилачка и намењена уништавању бункера и лако оклопљених возила. Тенк има систем за контролу ватре САВАН 15МП који чине термовизијска панорамска справа ВС 580 стабилисана је у обе равни са могућношћу преузимања топа са припадајућим дисплејом и командом плочом, нишанџијина нишанска справа Саван 15 стабилисана у обе равни са контролним ручкама и кодном таблом, дигитални балистички рачунар са припадајућим сензорима (метео, азимутни, елевацијски топлотни итд) и електронски жироскоп топа. Подаци произвођача говоре да тенк који нишани мету стојећи има вероватноћу поготка 90 посто, а у току вожње 80 посто. Способност идентификације циља ноћу је 3 км, а детекције 2,2 км. Заштита тенка је слична као на тенку Т-80УД и подељена је на СДО 1 и СДО 2 односно пасивна и активна динамичка заштита тенка. Тенк има уграђена 192 дводелна контејнера ПДО 4С22 додатног оклопа пуњеног са сличним експлозивом као за ЕРО контакт 1 и реагује само на погодак кумулативних пројектила. Кутије су причвршћене за тело тенка као за ЕРО, зато је фактор повећања заштите између 150 и 180 мм РХА челика. Тенк има мотор 6ТД-1 јачине 1.000 КС, али и опцију за уградњу јаче верзије 6ТД2 јачине 1.200 КС. Оба мотора је могуће мењати без посебног утицаја на трансмисију. У тенк су уграђене три радио станице и најсавременији интерком са шлемофонима са АНР микрофонима. Систем за гашење пожара састоји се од 10 оптичких и 4 сензора који активирају ксалон 1301 и угасе пожар у борбеном делу за 150 милисекунди. Према грубим проценама цена тенка 2001. године била је око 3,5 милиона долара. Тенк је остао упамћен и по покушају уградње тенковског топа калибра 120 мм у чему се успело али је тенк на крају остао мртво слово на папиру, јер је урађено само неколико прототипова.
7. БМП-Т — возило за борбу у урбаним условима. Наоружано је двоцевним 30 мм топом, два бацача граната калибра 30 мм, четири лансера ракета 9М120 Атака (АТ-9) и митраљезом калибра 7,62 mm.[11]
8. БРЕМ — возило намењено за вучу и поправке. Дизалица може да подигне тежине до 13 тона, а да вуче до 110. Има монтирану хидрауличну булдожерску кашику и широк спектар додатних алата.[5]
9. ИМР2 — инжењеријско возило, које на себи има монтирану булдожерску виљушку. На кран који поседује се између осталог може инсталирати алат за чупање дрвећа.[5]

### Корисници
- Абхазија - 40
- Азербејџан - 220
- Алжир - 325
- Ангола - 50
- Белорусија - 1.465
- Бугарска - 362
- Венецуела - 92
- Вијетнам - 150
- Грузија - 41
- Демократска Република Конго - 100
- Етиопија - 200
- Индија - 1950
- Ирак - 77
- Иран - 480
- Јемен - 60
- Јужна Осетија - 75
- Казахстан - 980
- Кенија - 110
- Киргистан - 150
- Куба - 50
- Либан - 31
- Либија - 200 + 115
- Македонија - 31
- Мароко - 40
- Монголија - 50
- Мјанмар - 50
- Оман - 6
- Пољска - 586
- Русија - 9.500 + 3.000
- Србија - 13 (У активном саставу), 50 у резерви, 1 (модернизован у Југоимпорту СДПР). + 30 T72С донираних од стране Руске Федерације.
- Сирија - 1.500-1.700
- Словачка - 245
- Судан - 60
- Сијера Леоне - 2
- Таџикистан - 30
- Туркменистан - 670
- Уганда - 10
- Узбекистан - 70
- Украјина - 1.032
- Хрватска - 3
- Чешка - 175

### Именовано следовање
Т-54 - Т-55 - Т-62 - Т-64 - Т-72 - Т-80 - Т-90 - Т-95